# Гліна (Румунія)
Гліна (рум. Glina) — село у повіті Ілфов в Румунії. Адміністративний центр комуни Гліна.
Село розташоване на відстані 13 км на південний схід від Бухареста, 149 км на південь від Брашова.

## Населення
За даними перепису населення 2002 року у селі проживали 4409 осіб.
Національний склад населення села:
| Національність | Кількість осіб | Відсоток |
| -------------- | -------------- | -------- |
| румуни         | 3223           | 73,1%    |
| цигани         | 1184           | 26,9%    |

Рідною мовою назвали:
| Мова      | Кількість осіб | Відсоток |
| --------- | -------------- | -------- |
| румунська | 3647           | 82,7%    |
| циганська | 762            | 17,3%    |